# ريكي شرام
ريكي شرام (بالإنجليزية: Ricky Schramm)‏ هو لاعب كرة قدم أمريكي في مركز الهجوم، ولد في 26 أكتوبر 1985 في روزلاند في الولايات المتحدة. لعب مع ريتشموند كيكرز ونيويورك ريد بولز.